# Liste der Kulturdenkmale in Jahrsdorf
In der Liste der Kulturdenkmale in Jahrsdorf sind alle Kulturdenkmale der schleswig-holsteinischen Gemeinde Jahrsdorf (Kreis Rendsburg-Eckernförde) aufgelistet (Stand: 14. April 2025).
Die Bodendenkmale sind in der Liste der Bodendenkmale in Jahrsdorf aufgeführt.

## Legende
In den Spalten befinden sich folgende Informationen:
- Objekt-ID: die Nummer des Kulturdenkmales
- Lage: die Adresse des Kulturdenkmales und die geographischen Koordinaten. Kartenansicht, um Koordinaten zu setzen. In der Kartenansicht sind Kulturdenkmale ohne Koordinaten mit einem roten Marker dargestellt und können in der Karte gesetzt werden. Kulturdenkmale ohne Bild sind mit einem blauen Marker gekennzeichnet, Kulturdenkmale mit Bild mit einem grünen Marker.
- Offizielle Bezeichnung: Bezeichnung des Kulturdenkmales
- Beschreibung: die Beschreibung des Kulturdenkmales
- Bild: ein Bild des Kulturdenkmales

## Sachgesamtheiten
| Objekt-ID | Lage                                                        | Offizielle Bezeichnung | Beschreibung | Bild |
| --------- | ----------------------------------------------------------- | ---------------------- | --- | ---- |
| 43005     | Quellengrund 2, 3, Quellengrund (54° 3′ 58″ N, 9° 38′ 2″ O) | Hof Boye               | Hof Boye; Mitte 19. Jh. bis 1921; Hofstelle bestehend aus einem Wohn- und Wirtschaftsgebäude und einem Altenteil in Ziegelbauweise, Hofpflaster sowie einer historischen Feldsteinstraße - Schutzumfang: Bauernhaus Boye mit Hofpflaster (Quellengrund 2), Altenteil Boye (Quellengrund 3), Pflasterstraße (Quellengrund) - Begründung: Geschichtlich, Künstlerisch, Kulturlandschaftlich, Städtebaulich | BW   |

## Bauliche Anlagen
| Objekt-ID | Lage                                       | Offizielle Bezeichnung | Beschreibung | Bild |
| --------- | ------------------------------------------ | ---------------------- | --- | ---- |
| 10702     | Quellengrund 2 (54° 3′ 58″ N, 9° 38′ 2″ O) | Bauernhaus Boye        | Bauernhaus Boye; Mitte 19. Jh. und 1921, Architekt Regierungsbaurat Jürgen Kröger, Bauherr P. Boye; eingeschossiges Wohn- und Wirtschaftsgebäude mit Halbwalmdach und polygonalem Mittelrisalit sowie zweigeschossiger Stallscheune mit Drempelgeschoss unter flachem Satteldach; Hofpflaster - Schutzumfang: Bauernhaus Boye, Hofpflaster - Begründung: Geschichtlich, Künstlerisch, Kulturlandschaftlich - Teil der Sachgesamtheit 43005 Hof Boye | BW   |

## Quelle
- Liste der Kulturdenkmale in Schleswig-Holstein – Kreis Rendsburg-Eckernförde

- Karte mit allen Koordinaten:
- OSM |
- WikiMap